# PZInż 703
PZInż 703 oraz pokrewne mu modele 713 i 723 – samochód ciężarowy produkcji polskiej skonstruowany w Państwowych Zakładach Inżynierii w Warszawie.

## Historia

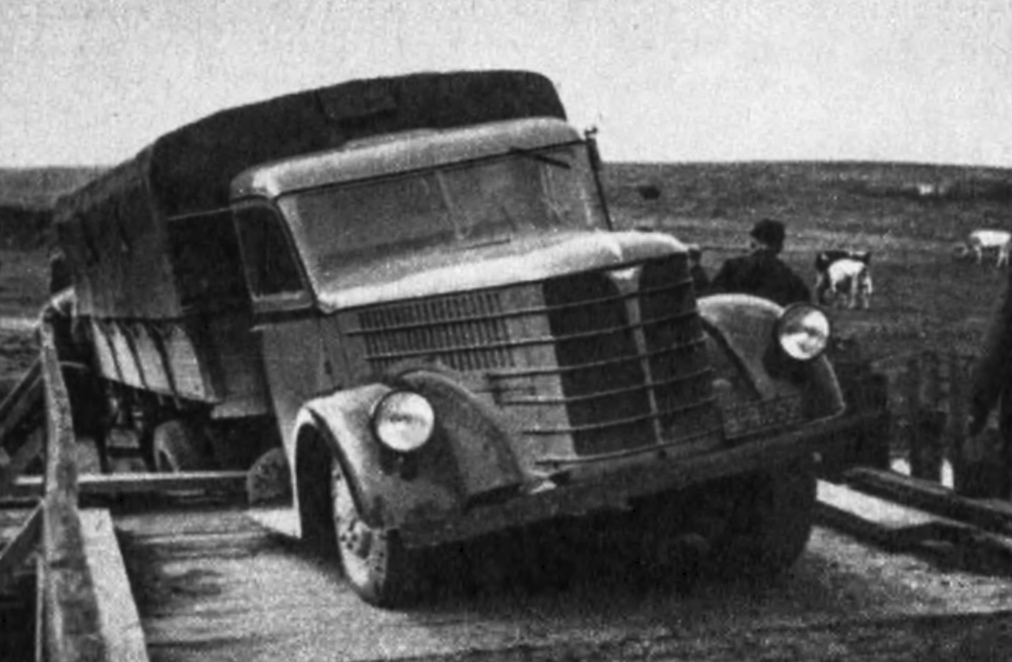
Samochód ciężarowy PZInż 703 BC podczas badań terenowych

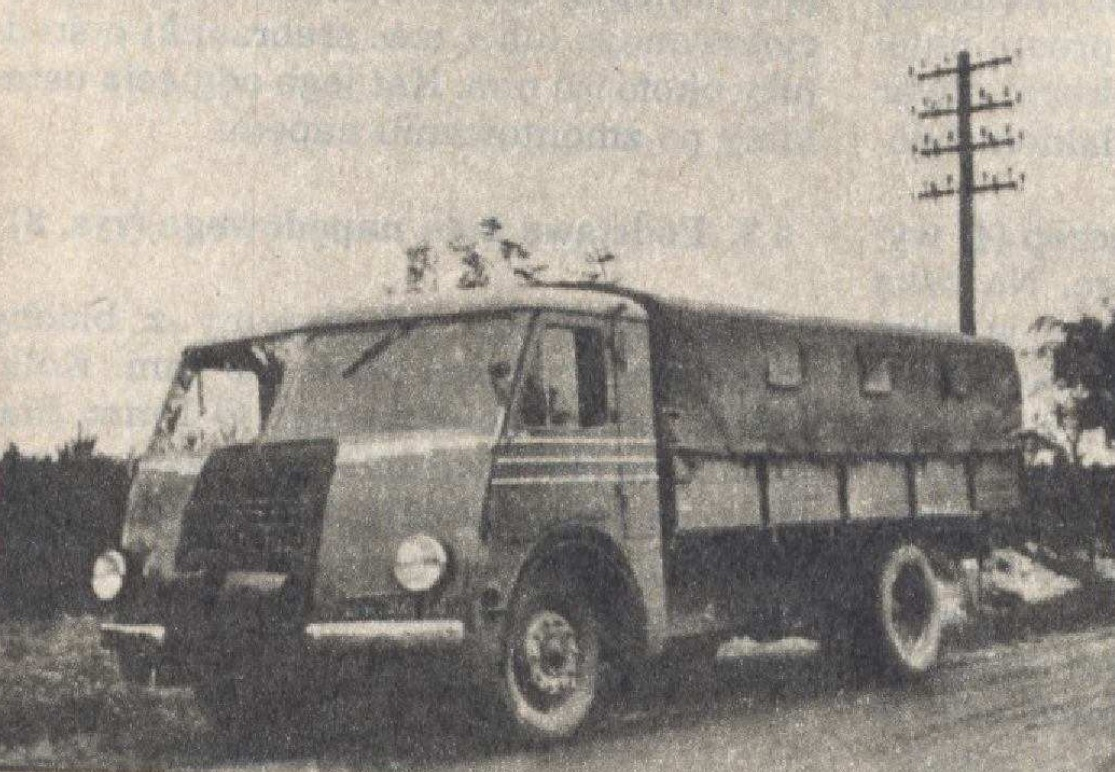
Samochód ciężarowy PZInż 713 DC z kabiną wagonową

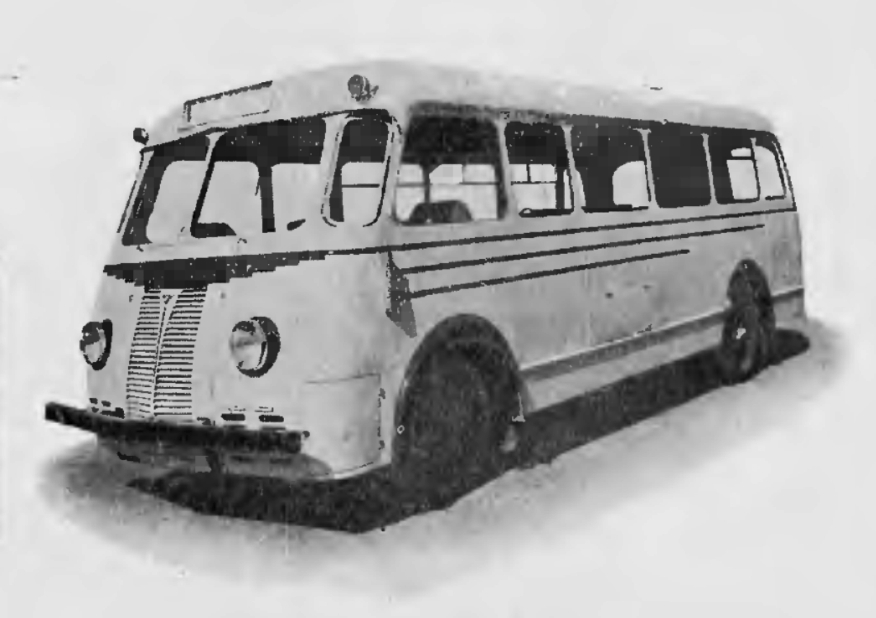
Autobus PZInż 723 G - front

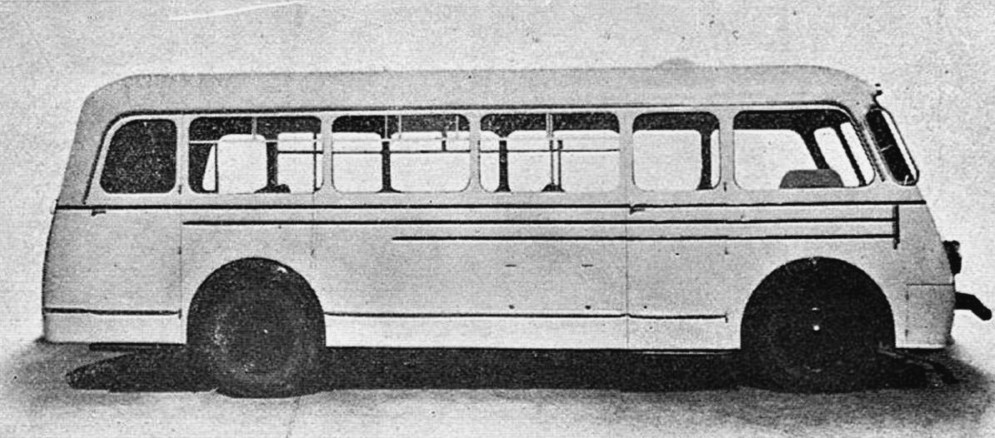
Autobus PZInż 723 G - widok z boku

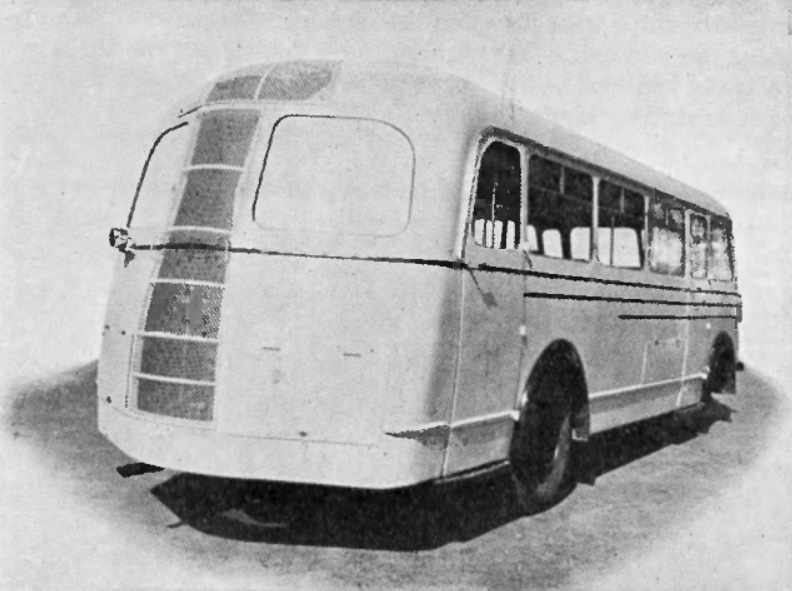
Autobus PZInż 723 G - tył z widoczną zabudową gazogeneratora

Podstawowym modelem wojskowego samochodu ciężarowego w drugiej połowie lat trzydziestych był 2,5-tonowy Polski Fiat 621 L, jednak w Państwowych Zakładach Inżynierii rozpoczęto już w 1936 roku opracowanie własnej konstrukcji, co podyktowane było nie tylko chęcią oderwania się od Fiata, ale też i względami militarnymi.
Pierwszy wariant pojazdu, oznaczony symbolem PZInż. 703, miał kabinę kierowcy umieszczoną za silnikiem. Projektantami była grupa inżynierów z Biura Studiów w składzie: Mieczysław Dębicki, Ludomir Jakusz, Kazimierz Niewiarowski, Mieczysław Skwierczyński, Uzdowski (kompletne podwozie z zespołami przeniesienia napędu), Wacław Cywiński i Jan Werner (silnik) oraz Stanisław Panczakiewicz (nadwozie).
Wariant drugi, PZInż. 713, przekonstruowany głównie przez inżynierów Mieczysława Dębickiego i Stanisława Panczakiewicza, zachował podstawowe parametry techniczno-eksploatacyjne swego poprzednika. Różnice występowały w zasadzie tylko w konstrukcji szoferki, w której miejsca kierowcy i pomocnika były umieszczone po obu stronach silnika. Zmiana ta spowodowała powiększenie powierzchni skrzyni ładunkowej (jej długość - przy zachowaniu dotychczasowej nośności - wzrosła z 4 do prawie 5 metrów).
Podwozie typu 713 było przeznaczone także do wyposażenia w nadwozie autobusu o 30 miejscach siedzących (oznaczonego symbolem PZInż. 723). Nowoczesne nadwozie zaprojektował Mieczysław Łukawski. Wersję z napędem gazem generatorowym (modele 713 i 723) stworzył na bazie niemieckich konstrukcji typu lambert inż. Kazimierz Twardowski.
Według niektórych autorów, ogólna konstrukcja samochodów była wzorowana na ciężarówkach niemieckich i zawierała kompilację podzespołów importowanych (jak hamulce, skrzynia biegów, układ hydrauliczny, pompy, wały, zapłon, częściowo układ chłodzenia) i rozwiązań wzorowanych na konstrukcjach niemieckich (jak np. rama). Również silnik PZInż.705 był wzorowany na silniku Maybach HL 42. Było to usprawiedliwione brakiem odpowiednich doświadczeń i tradycji polskiego przemysłu motoryzacyjnego. Kabina samochodu PZInż. 703 wykazywała podobieństwo do ciężarówek Büssing-NAG.
Do września 1939 roku wyprodukowano pierwszą partię (100 sztuk) samochodów ciężarowych 703 i 713. Była to seria próbna, wykonana już na obrabiarkach i oprzyrządowaniu przygotowanym do masowego wytwarzania, które miało się rozpocząć w 1940 roku i wynosić 12-20 tysięcy sztuk rocznie.
Ważnym elementem wyróżniającym rodzinę samochodów PZInż. 703-713-723 była kabina kierowcy wykonana jako konstrukcja całkowicie stalowa. W modelu 723 (autobus z 30-osobowym nadwoziem) blachy poszycia nadwozia były przymocowane do stalowej konstrukcji nośnej mającej postać szkieletu przejmującego wszelkie obciążenia. Słupki były wykonane z kątowników, a poprzeczki z elementów o profilu ceowym.
Nadwozie, jak wszystkie konstrukcje szkieletowe, charakteryzowało się stosunkowo dużą masą i niezbyt wielką wytrzymałością. Kabina samochodu PZInż. 703, klasyczna, z silnikiem wbudowanym przed miejscem kierowcy i osłoniętym oblachowaniem, nawiązywała do zagranicznych konstrukcji tej klasy. Dostęp do jednostki napędowej był łatwy, lecz szoferka z wysuniętym silnikiem zajmowała dużą część długości pojazdu. W modelu 713 zastosowano krótką kabinę typu wagonowego o nachylonej przedniej ścianie. Silnik pojazdu był wbudowany do wnętrza (nad przednią osią) i osłonięty pokrywą z izolacją termiczną i akustyczną. Kabina wagonowa stanowiła rozwiązanie o nowoczesnym charakterze, wykazującym znaczną wyższość nad konstrukcją klasyczną. Przy tej samej długości ramy zwiększyła się powierzchnia użytkowa, wzrosło też bezpieczeństwo jazdy i łatwość prowadzenia. Ważnym elementem było również zastosowanie dwóch wycieraczek, odrębnych dla obu części dzielonej szyby przedniej (w wielu ówczesnych pojazdach wycieraczka przedniej szyby była montowana wyłącznie przed siedzeniem kierowcy). 
Przewietrzanie kabiny odbywało się za pomocą opuszczanych szyb w drzwiach bocznych (PZInż. 703) lub szyb przesuwanych: w modelu 713 w drzwiach, w autobusie 723 w ścianach bocznych nadwozia. Pomocniczą rolę odgrywały nawiewniki, sterowane z wnętrza pojazdu.
Starannie zaprojektowano wnętrza kabin. W kabinie klasycznej zamontowano trzyosobową tapicerską kanapę krytą skórą, w wagonowej zaś dwa foteliki z tapicerskim pokryciem. Dwa przednie fotele (po obu stronach silnika) w kabinie autobusu PZInż. 723 były tego samego typu, natomiast siedzenia pasażerskie wykonano jako konstrukcje rurowe z tapicerskimi poduszkami pokrytymi kombinacją skóry i tkaniny. Zastosowano także opartą na amerykańskich wzorach nowość - podłużne półki bagażowe nad siedzeniami. Tablica rozdzielcza nawiązywała układem do rozwiązań stosowanych w samochodach osobowych, zblokowany zaś zespół wskaźników umieszczono zgodnie z zasadą ergonomii. 
Podstawowym elementem nośnym samochodów PZInż. 703-713-723 była rama zamknięta, z podłużnicami o zmiennym profilu (w części centralnej o przekroju prostokątnym, w częściach przedniej i tylnej - ceowym). Podłużnicę wygięto - w celu obniżenia pojazdu - nad tylnym mostem. Wersja autobusowa (typ 723) była przedłużona o 680 mm. Dodano też jedną ceową poprzecznicę zamykającą przedłużoną część, przez co ich liczba wzrosła do sześciu. Rama autobusowa miała ponadto wsporniki wysięgowe do mocowania nadwozia, a odmiany 713 i 723 z napędem gazem generatorowym - dodatkowe wsporniki dla gazogeneratora i uchwyty instalacji zasilania.
W samochodach PZInż 703-713-723 montowano rzędowe silniki 4- i 6-cylindrowe, o rozrządzie górnozaworowym, chłodzone cieczą w obiegu wymuszonym. Do wyboru były trzy jednostki napędowe: 
- dwie gaźnikowe konstrukcji krajowej, PZInż 705 i PZInż 725G (G - gazogeneratorowa)
- wysokoprężna, PZInż. 135 (Saurer CR1D) produkowana na podstawie szwajcarskiej licencji.

Silnik typu 725 stanowił - w wersji podstawowej - wzmocnioną odmianę modelu 705. Zastosowanie do napędu tego silnika paliwa gazowego z generatora (gaz drzewny był w okresie II Rzeczypospolitej najtańszym paliwem) spowodowało natomiast spadek mocy o około 7% w stosunku do typu 705, to jest do wartości 65 KM (47,8 kW), osiąganej przez silnik wysokoprężny PZInż. 135. Kadłuby silników były wykonane ze stopów lekkich (w PZInż. 705 i 725 glinowo-krzemowych), głowice zaś z żeliwa. Tłoki pracowały w żeliwnych tulejach cylindrowych, mokrych, wymiennych. Wszystkie jednostki napędowe miały kute wały korbowe wykonane ze stali wysokogatunkowej, z utwardzonymi powierzchniami nośnymi. Benzynę ze zbiornika o pojemności 105 litrów (umieszczonego w ciężarówce pod siedzeniem kierowcy) podawała pompa przeponowa, napędzana od wałka rozrządu. Układ zasilania silnika PZInż. 725 był rozbudowany i zawierał obok generatora lambert 600 (budowanego licencyjnie w firmie Haveka w Toruniu), rurkowej chłodnicy gazu, oczyszczalników: korkowego i osadowego, mieszalnika oraz rozruchowej dmuchawy elektrycznej także gaźnik biegu jałowego, zasilany benzyną z niewielkiego zbiornika.
Niezależnie od modelu pojazdu i rodzaju jednostki napędowej stosowano jeden typ skrzynki biegów. Biegi 2, 3 i 4 miały przekładnie cichobieżne. Na żądanie skrzynka biegów mogła być wyposażona w terenowy reduktor. Przekładnia tylnego mostu stożkowa, o zębach spiralnych charakteryzowała się stosunkiem przełożeń jednakowym dla wszystkich modeli. Na życzenie zamawiającego mechanizm różnicowy mógł być wyposażony w samoczynną blokadę.
Istotną nowością zastosowaną w samochodach 713 i 723 był hydrauliczny układ hamulcowy z pneumatycznym wspomaganiem (PZInż. 703 nie miał wspomagania). Pompa hamulcowa i podciśnieniowe urządzenie wspomagające systemu Westinghouse znajdowały się w miejscu łatwo dostępnym, przymocowane od zewnątrz do podłużnicy ramy pod kabiną kierowcy (w autobusie - na wysokości skrzynki biegów). Bębnowe hamulce wszystkich kół były zbudowane w systemie tak zwanym wodzikowym, zapewniającym lepsze dociski szczęki do bębna w czasie hamowania i równomierne zużywanie się okładzin. Hamulec pomocniczy, sterowany mechanicznie, działał na bęben osadzony na wale napędowym lub rzadziej - zwłaszcza w podwoziach autobusowych - na szczęki hamulcowe bębnów kół tylnych. Niektóre podwozia były wyposażone we wspornik górski przymocowany do środkowej poprzecznicy ramy, opuszczany za pomocą systemu cięgien giętkich i wbijany w grunt w razie postoju na pochyłości.
Nowocześnie rozwiązano konstrukcję przedniego i tylnego zawieszenia. Obie sztywne osie były zawieszone na półeliptycznych podłużnych resorach piórowych. W przypadku osi przedniej zastosowano typowe resory połączone ze wspornikami za pomocą tulei gumowo-stalowych. W zawieszeniu tylnym oś napędowa była zamocowana między resorem głównym (nad nim) a dwupiórowym resorem pomocniczym. W miejscach stałego połączenia resorów tylnych ze wspornikami ramy zastosowano tuleje gumowo-stalowe. Komfort jazdy podnosiło zastosowanie ramieniowych hydraulicznych tłumików drgań dla kół osi przedniej. W podwoziu autobusowym typu 723 tłumiki drgań zastosowano również na osi tylnej. Stosunkowo krótkie rozstawy osi w odniesieniu do długości całkowitej sprawiały, że pojazdy były dość zwrotne. Średnice zawracania wynosiły: PZInż. 703 i 713 - 15 m, PZInż. 723 - 17 m. W zależności od zastosowanej jednostki napędowej i przeznaczenia pojazdu zdolność do pokonywania wzniesień (z obciążeniem na twardym podłożu, bez reduktora) wynosiła: dla pojazdów z silnikami gaźnikowymi 27%, dla ciężarówek z napędem gazem generatorowym (713G) mniejsza o 5%, a dla autobusów z silnikiem wysokoprężnym (PZInż. 723O)- 21%. Najniższą zdolność do pokonywania wzniesień - 20% - wykazuje autobus z napędem gazem generatorowym (typ 723G).
Nowe ciężarówki były przewidziane do służby we wszystkich rodzajach wojsk i broni jako pojazdy transportowe i specjalne, z nadwoziami różnych typów. Ich losy w kampanii wrześniowej były niezwykle barwne. Pewna część weszła w skład liczącego ponad sto samochodów konwoju transportującego zagrożone przez Niemców zasoby złota Banku Polskiego z Warszawy do Rumunii. Spora grupa opuściła Warszawę w pierwszych dniach września wraz z potężnym konwojem ewakuacyjnym PZInż. wiozącym pracowników, maszyny, urządzenia, dokumentację techniczna i części do montażu samochodów na wyznaczone stanowisko poza linię obronną rzeki Bug i po 17 września wpadła - wraz z nim - w ręce wojsk radzieckich.
Z kolumny 300 ewakuujących się wówczas pojazdów różnych typów do Warszawy powrócił jedynie autobus z napędem gazem generatorowym PZInż. 723G. Kilka, a może kilkanaście pojazdów (głównie typu 703) spotykano też w oddziałach wojskowych na trasie odwrotu, lecz o ich dalszych losach brak jest wiadomości. Pewną liczbę nieskarosowanych podwozi typu 713, wyposażonych tylko w siedzenie dla kierowcy, widziano w ZSRR po zakończeniu działań wojennych.

## Dane techniczne

### Model PZInż. 703 BC (w nawiasie PZInż. DC)
- Silnik: PZInż. 705, gaźnikowy, 6-cylindrowy, 4-suwowy, górnozaworowy, chłodzony cieczą, o pojemności skokowej 4670 cm3 (wysokoprężny PZInż. 135, 6-cylindrowy, chłodzony cieczą, o pojemności skokowej 5320 cm3)
- Stopień sprężania: 6,1:1. (16:1)
- Moc: 75 KM (55,2 kW) przy 2400 obr./min (65 KM, czyli 47,8 kW przy 1800 obr./min)
- Ogumienie: o wymiarach 230x20".
- Wymiary: długość 6950 mm, szerokość około 2250 mm, wysokość około 2600 mm, rozstaw osi 3900 mm, rozstaw kół przednich 1700 mm, tylnych 1720 mm, prześwit 245 mm.
- Masa własna: 3580 kg (3700 kg).
- Prędkość maksymalna: około 80 km/h (około 70 km/h).
- Zużycie paliwa: 30 l/100 km (20 l/100 km).

### Model PZInż. 713 BC (w nawiasie autobusu PZInż. 723 G)
- Silnik: PZInż. 705 - dane jak dla samochodu PZInż. 703BC (PZInż. 725G, gaźnikowy, napędzany gazem generatorowym - drzewnym, 6-cylindrowy, 4-suwowy, górnozaworowy, chłodzony cieczą, o pojemności skokowej 5180 cm3.
- Stopień sprężania (PZInż. 723G): 9,5:1.
- Moc (PZInż. 723G): 65 KM, czyli 47,8 kW przy 2800 oby/min.
- Ogumienie: o wymiarach 230x20".
- Wymiary: długość 7150 mm (7850 mm), szerokość 2350 mm, wysokość 2500 mm, rozstaw osi 3900 mm (4400 mm), rozstaw kół przednich 1700 mm, tylnych 1720 mm, prześwit 245 mm.
- Masa własna: 3580 kg (5700 kg).
- Prędkość maksymalna: około 80 km/h (około 65 km/h).
- Zużycie paliwa: 30 l/ 100 km (80 kg drewna / 100 km).